# Европейский лось
Европе́йский лось, или лось, или соха́тый (народное название) (лат. Alces alces), — вид млекопитающих из семейства оленевых (Cervidae).
Европейский лось имеет 68 хромосом, чем отличается от американского лося с 70 хромосомами. Так как эти виды свободно смешиваются между собой, морфологически очень похожи и сосуществуют в Восточной Сибири, некоторые учёные считают их подвидами одного вида — европейского лося.

## Внешний вид
Длина тела самца до 3 м, высота в холке до 2,3 м, длина хвоста 12—13 см; масса 360—600 кг. Самки меньше. По внешнему облику лось заметно отличается от других оленей. Туловище и шея у него короткие, холка высокая, в виде горба. Ноги сильно вытянуты, поэтому, чтоб напиться, лось вынужденно заходит глубоко в воду или становится на запястья. Голова крупная, горбоносая, с нависающей мясистой верхней губой. Под горлом мягкий кожистый вырост («серьга»), достигающий 25—40 см. Шерсть грубая, буровато-серая; ноги светло-серые, почти белые. Копыта на передних ногах заострены, что позволяет лосю использовать их как оружие в стычках с хищниками вроде волков или медведей (но не в брачных поединках с соперниками, чтобы не нанести им увечий). Всего одного удара таким копытом достаточно для того, чтоб пробить врагу череп или распороть живот.
У самцов огромные (самые крупные из современных млекопитающих) лопатообразные рога; их размах достигает 180 см, масса — 20—30 кг. Рога лось сбрасывает ежегодно в ноябре — декабре и ходит без них до апреля — мая. Самки безрогие.
Часто лося называют сохатым из-за рогов, своей формой напоминающих соху.

## Распространение
Лось нуждается в среде обитания с достаточным количеством съедобных растений (например, прудовых трав, молодых деревьев и кустарников), покровом от хищников и защитой от чрезвычайно жаркой или холодной погоды. Лось путешествует по разным местам обитания в зависимости от сезона, чтобы удовлетворить эти требования. Лоси — это адаптированные к холоду млекопитающие с утолщённой кожей, плотной, сохраняющей тепло шерстью и низким отношением поверхности/объёма, что обеспечивает отличную морозостойкость, но плохую теплостойкость. Лось выживает в жаркую погоду, получая доступ к тени или прохладному ветру, или погружаясь в прохладную воду. В жаркую погоду лоси часто встречаются в озёрах или прудах. При стрессе жары лоси могут не получать достаточного питания летом и могут не получать достаточного количества жира, чтобы пережить зиму. Кроме того, самки лося могут не отелиться без достаточного увеличения веса летом. Лоси требуют доступа как к молодому лесу для прокорма, так и к зрелому лесу для укрытия. Лес, нарушенный пожаром и лесозаготовками, способствует выращиванию корма для лосей. Лоси также требуют доступа к минеральным лизунцам, безопасным местам для отёла и местам водного кормления.
Лоси избегают районов с небольшим количеством снега или вообще без него, так как это увеличивает риск хищничества со стороны волков, и избегают районов с глубоким снегом, поскольку это ухудшает подвижность. Таким образом, лоси выбирают среду обитания на основе компромиссов между риском хищничества, наличием пищи и глубиной снежного покрова. С реинтродукцией бизона в бореальный лес возникли опасения, что бизон будет конкурировать с лосями за зимнюю среду обитания, и тем самым усугубит сокращение численности лосей. Тем не менее, это не кажется проблемой. Лоси предпочитают субальпийские кустарники в начале зимы, а бизоны предпочитают влажные осоковые луга в начале зимы. В конце зимы лоси предпочитают речные долины с лиственным лесным покровом или альпийской местностью над линией деревьев, в то время как бизоны предпочитают влажные осоковые луга или солнечные южные травянистые склоны.

## Подвиды
Выделяют два подвида, один из которых вымерший.
| Евразийский лось  | А. а. alces      | Финляндия, Швеция, Норвегия, Латвия, Эстония и Россия. Больше не присутствует в центральной и западной Европе, за исключением Польши, Литвы и Беларуси, с небольшими популяциями в Чехии, Словакии и на севере Украины (в том числе наблюдается в Богемии с 1970-х годов), и крошечную реинтродуцированную популяцию в Шотландии, Великобритания, недавно замечен в восточной Германии (ареал ранее включал Францию, Швейцария и страны Бенилюкса). Популяция увеличивается и восстанавливает территорию. У этого подвида, характеризующегося средними размерами, самцы весят от 320 до 475 кг (от 705 до 1 047 фунтов), а самки от 275 до 375 кг (от 606 до 827 фунтов). Высота в плечах варьируется от 1,7 до 2,1 м (от 5,6 до 6,9 фута). |
| † Кавказский лось | А. а. caucasicus | Кавказские горы. Вымерли из-за потери среды обитания и чрезмерной охоты. Диапазон охватил бы Иран, Россию, Грузию, Азербайджан и Турцию. |

## Изображения
- Изображение европейского лося можно встретить на дорожных знаках, гербах городов и административно-территориальных единиц, банкнотах и марках разных стран.
- В Выборге, в центральном городском парке имени Ленина находится скульптура лося финского скульптора-анималиста Юсси Мянтюнена.
- В Москве на улице Крылатские Холмы (Крылатское), открыт памятник лосю[7].
- Памятник лосю также установлен в Мончегорске. Его изображение присутствует на гербе города.

Осторожно — лось. Дорожный знак, Швеция
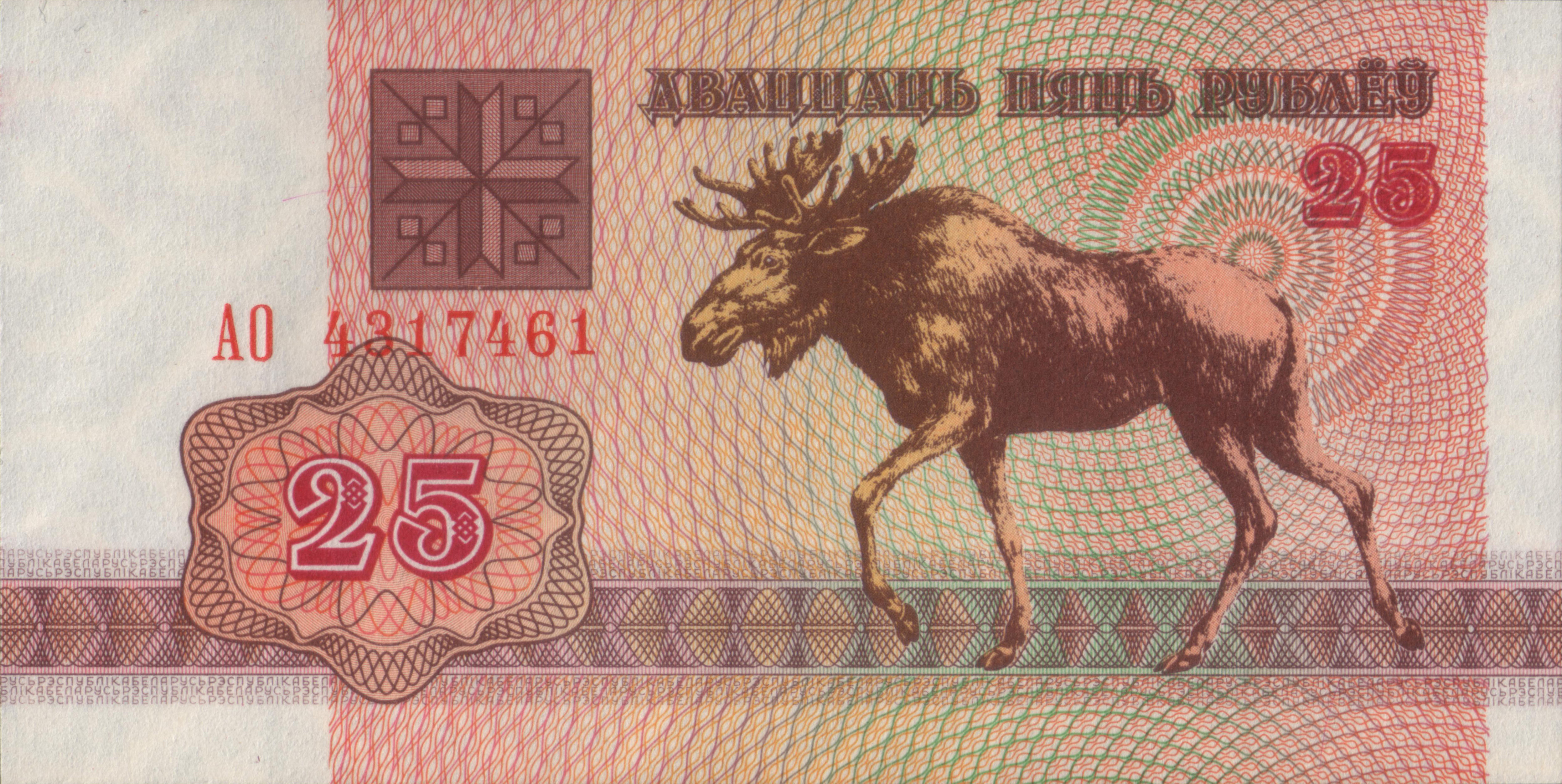
Лось на банкноте образца 1992 года номиналом 25 белорусских рублей
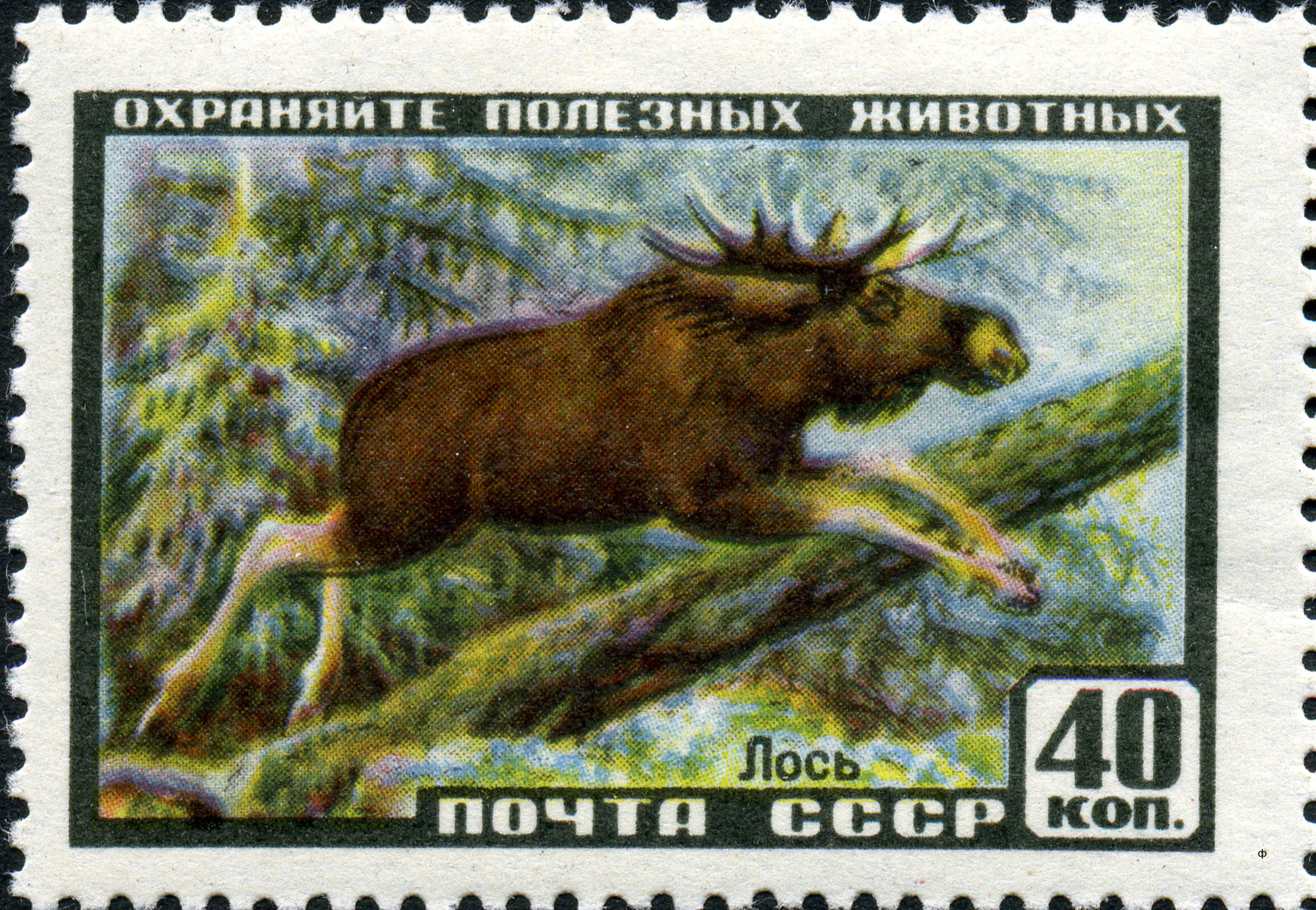
Почтовая марка СССР с изображением лося
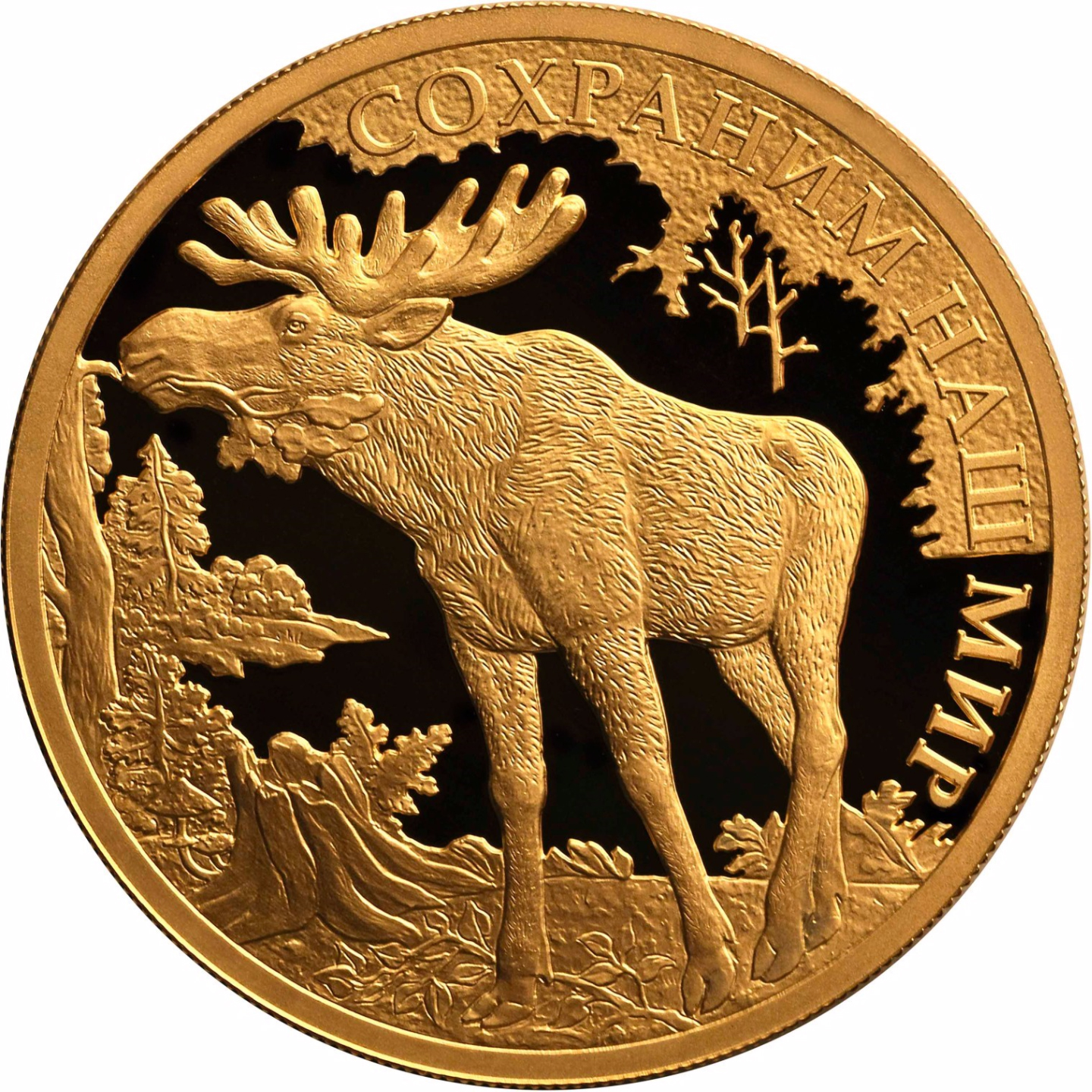
Памятная монета ЦБ РФ 2015 года из серии «Сохраним наш мир» номиналом 100 рублей
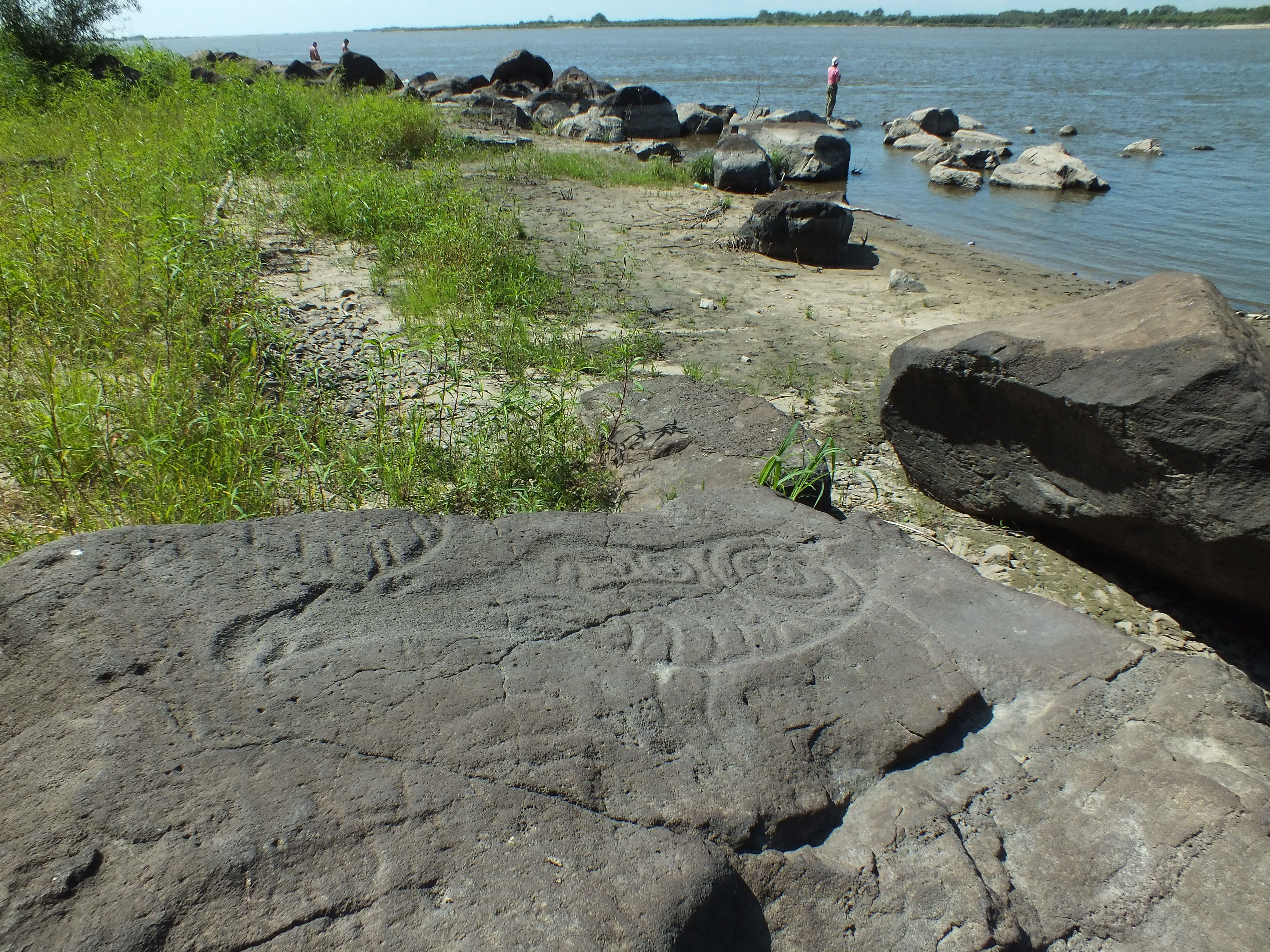
Петроглифы Сикачи-Аляна, 10—13 тысяч лет назад
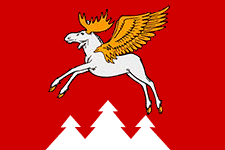
Мифологический крылатый лось на флаге Куженерского района Марий-Эл
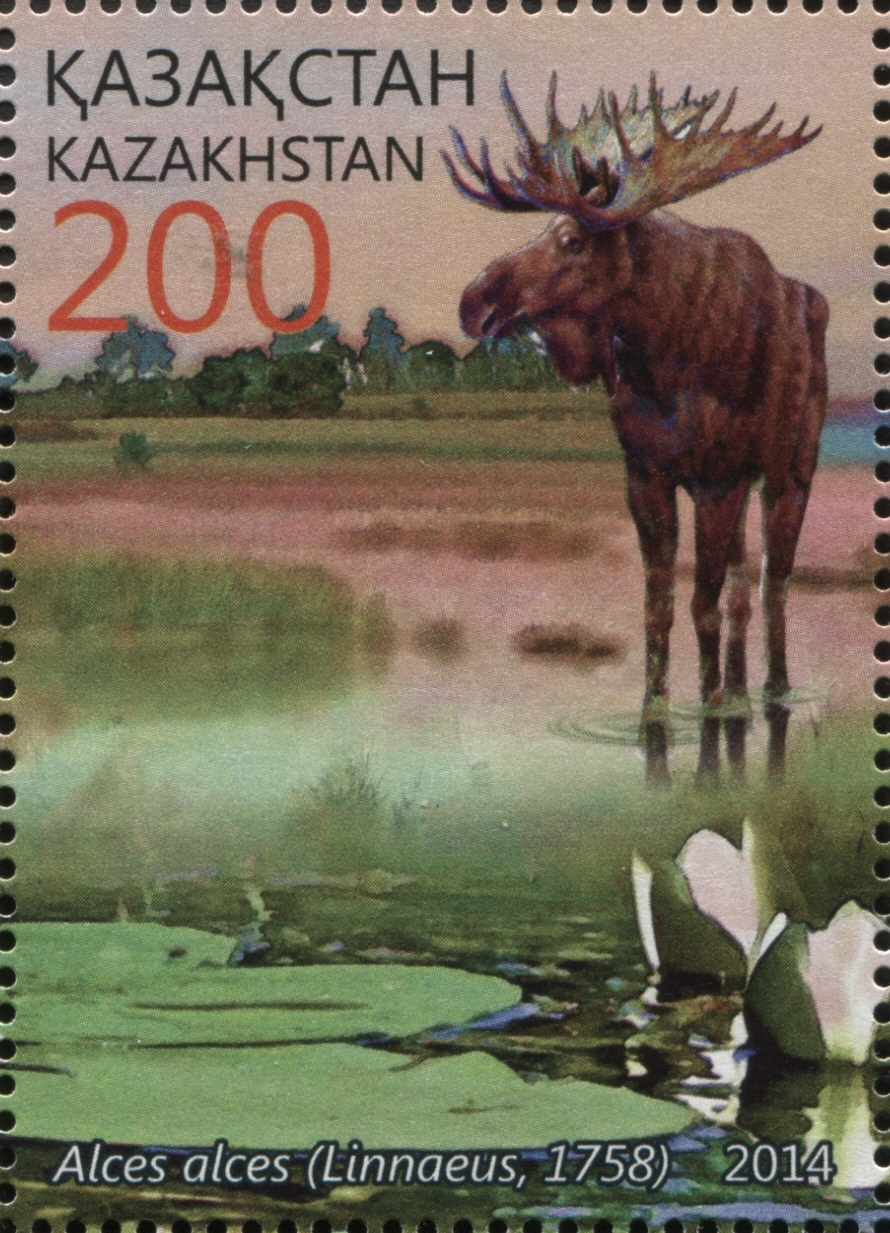
Почтовая марка Казахстана

## Европейский лось в геральдике
В геральдике изображения лося довольно широко используются на гербах (и флагах) населённых пунктов

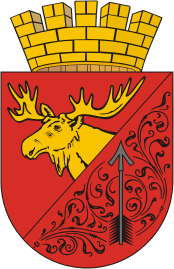
Голова лося на гербе г. Гусева Калининградской области
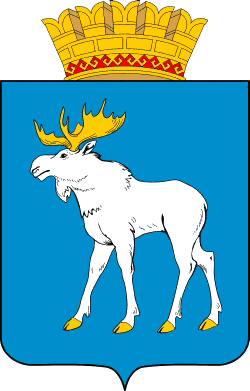
Лось на гербе г. Йошкар-Олы Марий Эл
Лось на гербе Лосиноостровского района г. Москвы
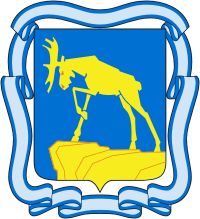
Лось на гербе г. Миасса Челябинской области
Лоси на гербе коммуны Аремарк в Норвегии
Голова лося на гербе г. Эстерсунда в Швеции

и других административно-территориальных образований разных стран

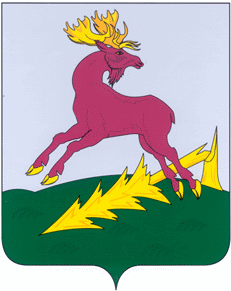
Лось на гербе Алексеевского района Татарстана
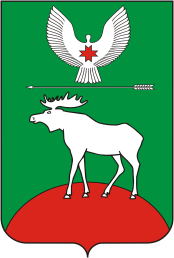
Лось на гербе Красногорского района Удмуртии
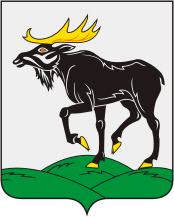
Лось на гербе Бежаницкого района Псковской области
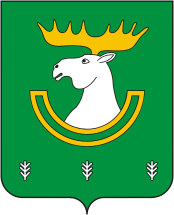
Голова лося на гербе Белокатайского района Башкортостана
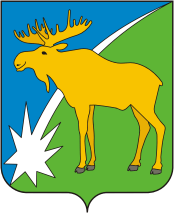
Лось на гербе Кыштовского района Новосибирской области
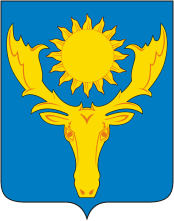
Голова лося на гербе Октябрьского района Костромской области
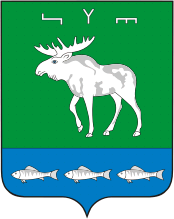
Лось на гербе Фёдоровского района Башкортостана
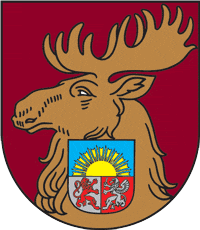
Герб города Елгава, Латвия.

## Галерея

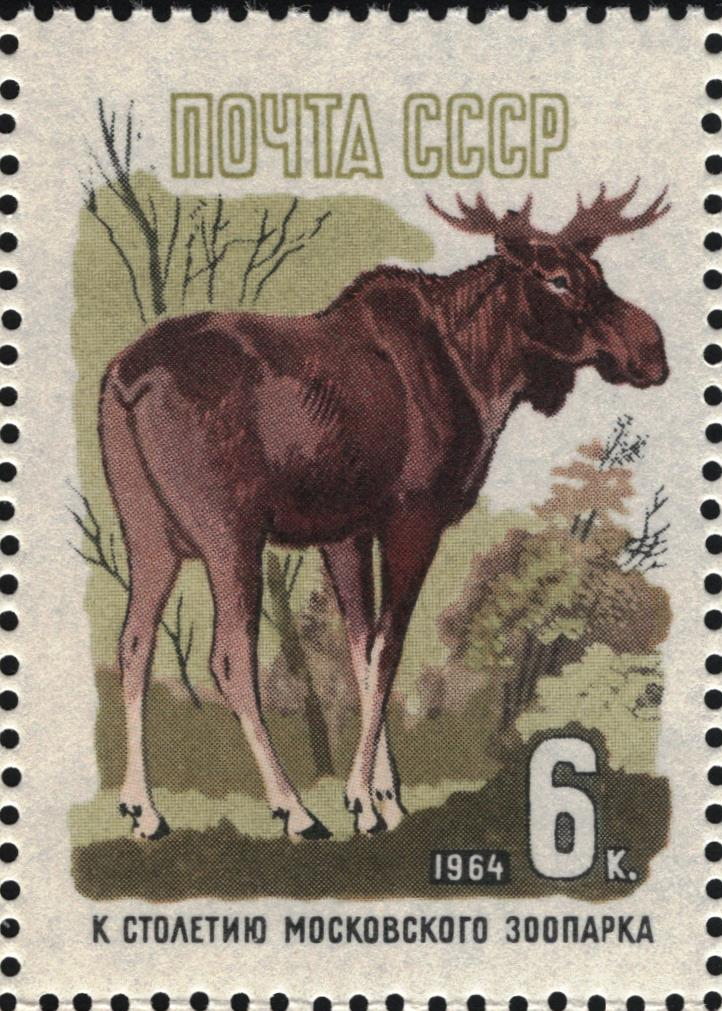
Марка СССР
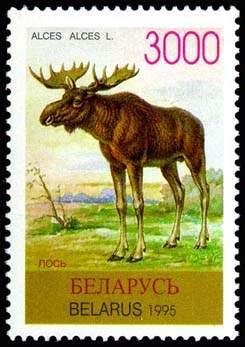
Марка Беларуси
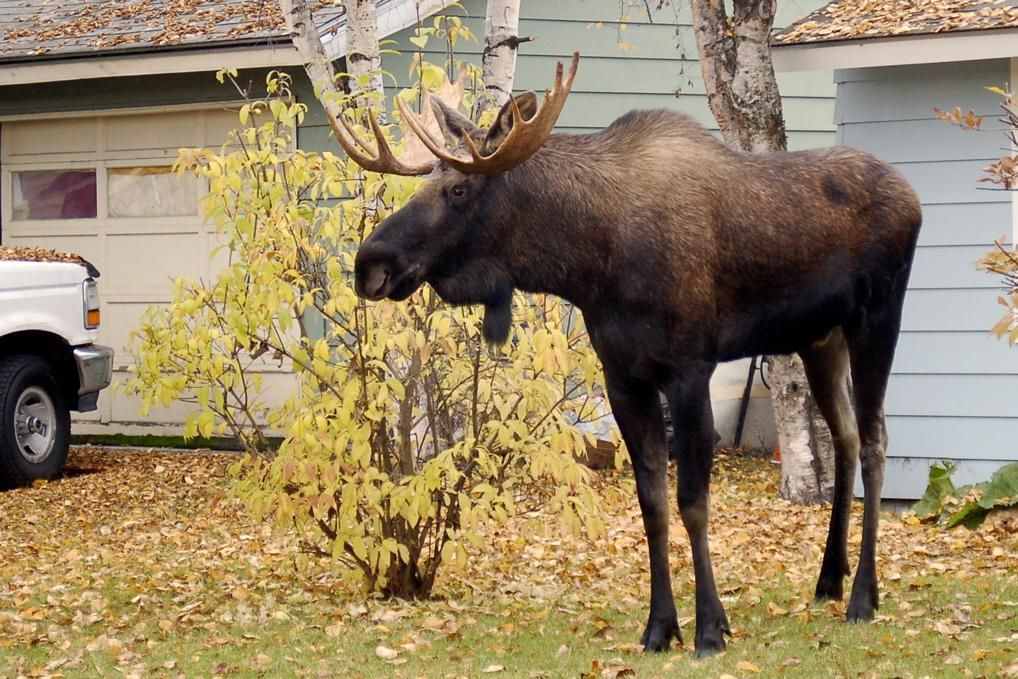
Иногда лоси проявляют мало страха перед человеком
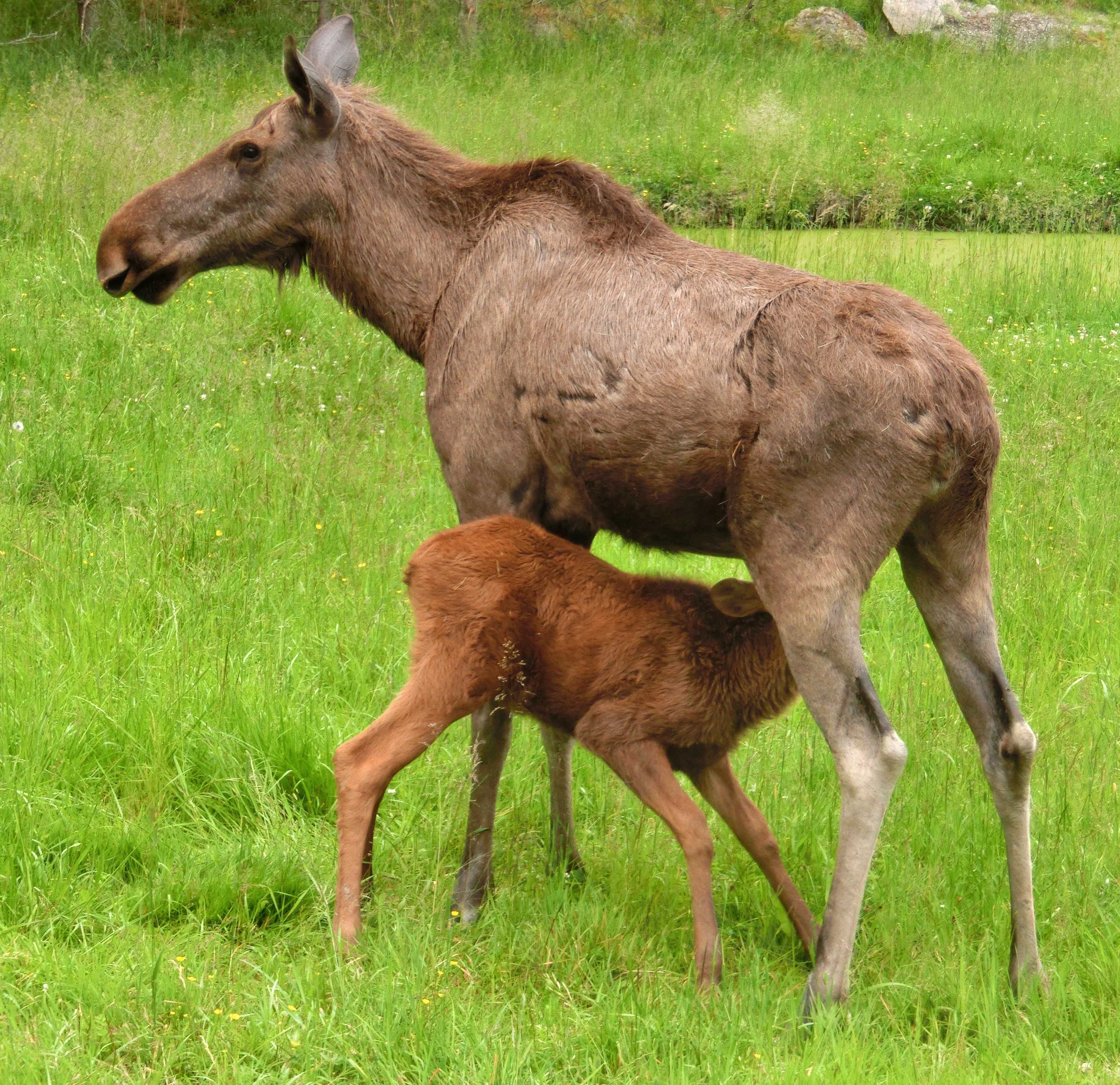
Самка с детенышем в Швеции
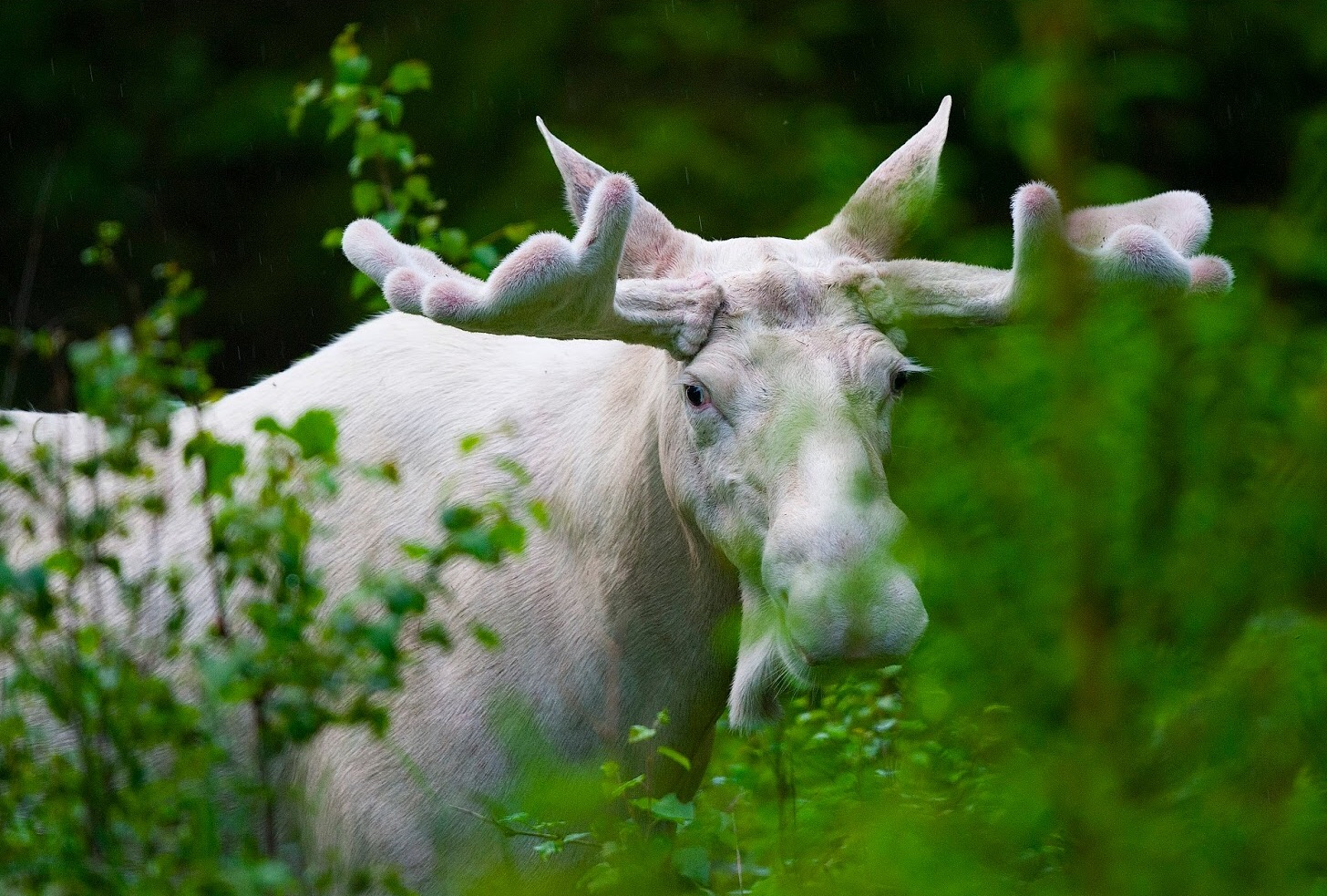
Лось-альбинос в Норвегии